# ФАП 2026 БС/АВ 6 x 6
ФАП 2026 БС/АВ је домаћи војни теренски камион, заснован на моделима „Мерцедес-Бенц“ серије NG, који је производио Фабрика аутомобила Прибој током осамдесетих година двадесетог века.

## Настанак и развој
Током 1965. године при Саобраћајној управи Савезног секретаријата за народну одбрану оформљена је радна група са циљем да анализира стање тадашњег возног парка Југословенске народне армије. Као резултат рада те радне групе током 1965. и 1966. године настала је Студија неборбених моторних и прикључних возила ЈНА која је усвојена на седници Главног војно-техничког савета. Студијом је констатовано да возни парк чини 129 различите марке возила и 320 типова и одређена је смерница за даљи развој, који је подразумевао пет основних класа: теренски аутомобил 0,75t 4X4, теренски аутомобил 1,5t 4X4, теренски аутомобил 3t 6X6, теренски аутомобил 6t 6X6 и теренски аутомобил 9t 8X8.
Из ове студије током седамдесетих реализовани су пројекти теренских аутомобила 1,5t 4 х 4 и 3t 6 х 6 од стране Мариборског ТАМ-а (модели ТАМ 110 Т7 и ТАМ 150 Т11) док је пројекат тежег теренског аутомобила 6t 6 х 6 преузео прибојски ФАП у сарадњи са Војнотехничким институтом. Првобитно је почетком седамдесетих година развијен модел 6 х 6 ФАП 2220 БДС/А за потребу понтонског моста ПМ М-71 и прототипа Огња. Модел ФАП 2026 БС/АВ настао је даљим развојем модела ФАП 2220 крајем седамдесетих година примењивањем неколико решења узетих од Мерцедес-Бенца, пошто је ФАП у то време проширио лиценцу са Мерцедесом на производњу камиона из "Нове генерације" (Mercedes-Benz NG). Тако је на камиону примењен Мерцедесов модел кабине за разлику од претходног војног модела који је имао ФАП-ов модел кабине, као и мотор ОМ 402. 
Уведен је у употребу у Југословенској народној армији 1978. године.Производња је трајала интензивно током осамдесетих година све до распада СФРЈ, и током деведесетих мање серије су произведене за потребе Војске Југославије. 
Као напреднији модел развијен је камион ФАП 2228 БС/АВ 6 х 6.

## Опис
Овај аутомобил има мотор MERCEDES BENZ OM 402 , осмоцилиндрични, четворотактни, водом хлађени дизел-мотор са директним убризгавањем уграђен уздужно испод кабине. Трансмисију овог возила чине: фрикциона спојница, шестостепени синхронизовани механички мењач, двостепени диференцијални разводник погона, који обезбеђује стални погон на све точкове, крути погонски мостови са гибњевима, допунским гуменим опругама и хидрауличким телескопским амортизерима. Кочни систем је пнеуматски са добош кочницама на свим точковима. Управљачки механизам је хидраулички са серво дејством. Рам је са два подужна и више попречних носача, а кабина трамбус. Возило има могућност механичке блокаде оба међуосна и сва три осна диференцијала. Опремљено је системом за централну регулацију ваздуха у пнеуматицима.

## Намена и варијанте
Основни модел је ФАП 2026 БС/АВ и намењен за превоз људства (20 + 2) са комплетном опремом, транспорт материјалних средстава масе до 10t и вучу оруђа и превоз посаде са одговарајућим борбеним комплетом за оруђе масе до 6,7t.
У свом називу ознаке има следеће значење:
- - ФАП - назив произвођача,
  - 20 - укупна маса основног аутомобила у тонама,
  - 26 - снага мотора у коњским снагама (26х10=260 КС),
  - Б - ознака по стандарду ФАП-а за трамбус кабину (кабина изнад мотора),
  - С - светочкаш (погон на све точкове 6 х 6)
  - АВ - армијски тип с витлом.[4]

Основна верзија је употребљена и за надградњу бушача минских бунара (БМБ), цистерну за гориво капацитета 8000L и прототип самоходне хаубице 122mm СОРА.
Поред основног камиона сандучара са кратком кабином, постоје и посебни модели са дугом кабином:
- ФАП 2026 БДС/АВГ - сандучар с витлом који се користи за вучу, спуштање и извлачење реморкера РПП М-68 из састава комплета понтонског моста ПМ М-71 и превоз понтонира са пратећом опремом.

- - Д је ознака за дугу кабину,
  - АВГ означава армијски тип с витлом и уређајем за потискивање реморкера.

- ФАП 2026 БДС/А - камион са дугом кабином за различите надоградње без витла. Овај модел је искоришћен за надградњу платформе за превоз, постављање и извлачење пловних чланака из састава комплета понтонског моста ПМ М-71, за надградњу самоходног вишецевног лансера ракета М-77 Огањ, мобилни радар М-85 Жирафа и противпожарно возило.

- - Д је ознака за дугу кабину,
  - А означава армијски тип.

- ФАП 2026 БС/АВ у стандардној верзији сандучара.
- ФАП 2026 БС/АВ из серије произведене 90их са Штајеровим мотором препознатљив по другачијој масци.
- Камион ФАП 2026 БСД/АВГ намењен за вучу, гурање и извлачење реморкера из састава понтонског моста ПМ М71.
- Камион ФАП 2026 БСД/А намењен за превожење понтонских чланака моста ПМ М71 поред реморкера РПП М-68.
- Самоходни вишецевни лансер ракета 128мм М77 Огањ на шасији камиона ФАП 2026 БСД/А.
- Самоходни топ-хаубица Сора на шасији камиона ФАП 2026 БСД/А.
- Ватрогасни камион ФАП 2026 БСД/А из састава 204. ваздухопловне бригаде.
- ФАП 2026 БС/АВ цистерна за гориво 8000L.
- Ватрогасно навално возило М-80 на шасији камиона ФАП 2026 БСД/А.
- Радар М-85 Жирафа на шасији камионаФАП 2026 БСД/А.
- ФАП 2026 БСД/АВГ извлачи реморкер РПП М-68.
- Камиони ФАП 2026 БСТ/АВ преправљени у тегљаче вучних возова.
- Камион ФАП 2026 БС/АВ вуче топ 130 mm M-46.

### ФАП 2026 са Штајер мотором
По распаду Југославије у мањој мери настављена је производња али овај пут са Штајер мотором од 260КС. Због санкција према СР Југославији није била могућа набавка Мерцедес мотора па се алтернатива пронашла у аустријском агрегату. Карактеристике самог возила су биле скоро идентичне као и изворни модели али са мало сиромашнијом опремом. Основна естетска разлика у возилима је била оригинални Мерцедес дизајн кабине који се нашао на моделима са Штајер моторима у односу на ФАПов дизајн који је био на изворним моделима.

## Употреба
Након распада Југославије, највећи број камиона је завршио у саставу Војске Србије. Одређени број возила се налази и у возним парковима Војске Црне Горе и Оружаних снага БиХ. Мањи број возила користи и Хрватска Војска док је Словеначка војска избацила мали број камиона ФАП 2026 БС/АВ након уласка у НАТО и модернизације возног парка.
ФАП 2026 БС/АВ се може наћи и у цивилној употреби, где се углавном ради о старијим возилима која су избачена из војне употребе те се користе најчешће као возила за превоз дрва. Ређи су примерци цивилних ватрогасних камиона, док ГСП Београд има један ФАП 2026 БС/АВ који користи за вучу покварених аутобуса.

## Занимљивости
За потребе експедиције "Путевима света - Сибирјаки 2", 1994/95. године адаптиран је камион ФАП 2026, чију је сафари кабину израдио Икарбус. Експедиција је трајала 193 дана и обухватала је трасу: Београд - Москва - Улан Батор - Пекинг - Далијан и назад до Београда. Пређено је преко 38 000 километара у најтежим зимским ванпутним условима. Снимљено је укупно 9 получасовних епизода које су емитоване на РТС.

## Технички подаци
Прототип камиона ФАП 2026 БС/АВ са предњом решетком на бранику која је одбачена код серијских возила.
- Сопствена маса 11000 kg
- Носивост, теренска/путна 6000 kg/10000 kg
- Максимална тежина приколице 7200 kg
- Запремина мотора 12,76 l
- Максимална снага мотора 188 kW при 2500 min-1
- Максимални момент мотора 834 Nm при 1600 min-1
- Дужина 7720 mm
- Ширина 2490 mm
- Висина 3100 mm
- Клиренс 375 mm
- Предњи прилазни угао 40°
- Задњи прилазни угао 43°
- Угао рампе 21°
- Дубина воденог газа 1200 mm
- Уздужни нагиб 60%
- Попречни нагиб 30%
- Максимална брзина 80 km/h
- Аутономија кретања 600 km
- Пнеуматици 15.00 - 21[3][6]

## Корисници
- Србија-~200
- Босна и Херцеговина
- Хрватска
- Словенија
- Црна Гора~20

Бивши корисници
- СФР Југославија~350